# Выдающиеся спортсмены России (монеты)
Выдающиеся спортсмены России — серия памятных монет Центрального банка Российской Федерации, посвящённых отличившимся спортсменам России.
Монеты данной серии выпускаются с 2009 года. Первая монета серии была выпущена 30 октября 2009 года, крайняя выпущена 27 декабря 2010 года. Монеты считаются памятными инвестиционными, так как состоят из серебра 925 пробы, и чеканятся в качестве пруф. Тематически серия разделена на три части и посвящена спортсменам, отличившимся в той или иной дисциплине, в частности, это хоккей, футбол и фигурное катание. По данным Сбербанка на апрель 2010 розничная стоимость одной монеты составляла 3 300 рублей.

В настоящее время, когда большое развитие получила культура досуга, спортивные состязания и наблюдения за ними стали популярными развлечениями для зрителей и профессиональной деятельностью для спортсменов. Профессиональные спортсмены высокого уровня зарабатывают большие гонорары, а также получают доходы, рекламируя различные товары, и становятся знаменитостями — иногда исключительно в среде болельщиков, а иногда и среди большинства населения.

В настоящий момент[когда?] в серии выпущены и планируются к выпуску монеты:
- 2009 год — Хоккей (В. М. Бобров • А. Н. Мальцев • В. Б. Харламов)
- 2009 год — Футбол (К. И. Бесков • Э. А. Стрельцов • Л. И. Яшин)
- 2010 год — Фигурное катание (Роднина И. К.-Зайцев А. Г. • Пахомова Л. А.-Горшков А. Г.)
- 2012 год — Конькобежный спорт (Исакова М. Г. • Скобликова Л. П. • Гришин Е. Р.)
- 2013 год — Лыжные гонки (Кулакова Г. А. • Сметанина Р. П.)
- 2014 год — Спортивная гимнастика (Андрианов Н. Е. • Латынина Л. С. • Шахлин Б. А.)

## Хоккей
| Изображение | Описание | Примечание |
| --- | --- | --- |
| | В центре — эмблема Банка России (двуглавый орёл с опущенными крыльями, под ним — надпись полукругом «БАНК РОССИИ»), обрамленная кругом из точек и надписями по кругу — вверху: «ДВА РУБЛЯ», внизу: слева — обозначения драгоценного металла и пробы сплава, в центре — дата выпуска «2009 г.», справа — содержание химически чистого металла и товарный знак монетного двора. | Единый аверс для трёх монет, с точностью до монетного двора. |
| | В центре — портрет В. М. Боброва, справа — миниатюрное изображение хоккеиста с клюшкой, на матовой поверхности — надпись в две строки, разделённая чертой: «ВСЕВОЛОД БОБРОВ» и факсимильная подпись хоккеиста, внизу — изображение шайбы. | - Дата выпуска: 30 октября 2009 года - Каталожный номер: 5110-0096 - Художник: Е. В. Крамская. - Скульптор: С. В. Ерохина. - Чеканка: Московский монетный двор. - Оформление гурта: 195 рифлений.                                          |
| Всеволод Михайлович Бобров (1922—1979) — заслуженный мастер спорта, заслуженный тренер СССР. В мировой истории спорта он был единственным, кто совмещал свои выступления в футболе с хоккеем с шайбой (1947—1953 гг.). Чемпион Олимпийских Игр (1956 г.), мира (1954, 1956 гг.) и Европы (1954—1956 гг.) по хоккею, неоднократный чемпион СССР по футболу и хоккею, всего забил 332 гола. | | |
| | В центре — портрет А. Н. Мальцева, справа — миниатюрное изображение хоккеиста с клюшкой, на матовой поверхности — надпись в две строки, разделённая чертой: «АЛЕКСАНДР МАЛЬЦЕВ» и факсимильная подпись хоккеиста, внизу — изображение шайбы. | - Дата выпуска: 30 октября 2009 года - Каталожный номер: 5110-0097 - Художник: Е. В. Крамская, А. В. Бакланов - Скульптор: А. Н. Бессонов., А. В. Бакланов - Чеканка: Санкт-Петербургский монетный двор. - Оформление гурта: 195 рифлений. |
| Александр Николаевич Мальцев (г.р. 1949) — с 1968 года в составе сборной СССР по хоккею с шайбой, заслуженный мастер спорта, 9-кратный чемпионом мира, 8-кратный чемпион Европы и 2-кратный чемпион Олимпийских Игр, абсолютный рекордсмен сборной СССР. Провёл 530 матчей и забросил 329 шайб. В 1970 году на чемпионате мира возглавил список снайперов, забросив 15 шайб, был признан лучшим нападающим планеты.                                                                                  | | |
| | В центре — портрет В. Б. Харламова, справа — миниатюрное изображение хоккеиста с клюшкой, на матовой поверхности — надпись в две строки, разделённая чертой: «ВАЛЕРИЙ ХАРЛАМОВ» и факсимильная подпись хоккеиста, внизу — изображение шайбы. | - Дата выпуска: 30 октября 2009 года - Каталожный номер: 5110-0098 - Художник: Е. В. Крамская. - Скульптор: С. В. Ерохина. - Чеканка: Московский монетный двор. - Оформление гурта: 195 рифлений.                                          |
| Валерий Борисович Харламов (1948—1981) — с 1969 в составе сборной СССР по хоккею с шайбой, заслуженный мастер спорта. Сыграл 438 матча за ЦСКА и забил 293 гола, 123 матча — за сборную СССР на чемпионатах мира и Олимпийских играх и забросил 89 шайб. За период с 1969 по 1981 гг. становился 11 раз чемпионом СССР, 7 раз — чемпионом Европы, 8 раз — чемпионом мира, дважды — Олимпийским чемпионом. Форвард Харламов В. Б. общепризнан как один из самых техничных нападающих мирового хоккея. | | |

| Номинал | Качество | Металл, проба    | Масса общая, г | Содержание химически чистого металла не менее, г | Диаметр, мм    | Толщина, мм  | Тираж, шт.            |
| ------- | -------- | ---------------- | -------------- | ------------------------------------------------ | -------------- | ------------ | --------------------- |
| 2 рубля | пруф     | серебро 925/1000 | 17,00 (±0,18)  | 15,55                                            | 33,00 (± 0,20) | 2,40 (±0,20) | 3 000 (каждой монеты) |

## Футбол
| Изображение | Описание | Примечание |
| --- | --- | --- |
| | В центре — эмблема Банка России (двуглавый орёл с опущенными крыльями, под ним — надпись полукругом «БАНК РОССИИ»), обрамленная кругом из точек и надписями по кругу — вверху: «ДВА РУБЛЯ», внизу: слева — обозначения драгоценного металла и пробы сплава, в центре — дата выпуска «2010 г.», справа — содержание химически чистого металла и товарный знак монетного двора. | Единый аверс для трех монет, с точностью до монетного двора. |
| | Слева — стилизованное изображение футбольного поля, справа — портрет Л. И. Яшина, внизу — футбольный мяч с его факсимильной подписью, вверху по окружности — надпись: «ЛЕВ ЯШИН». | - Дата выпуска: 28 декабря 2009 года - Каталожный номер: 5110-0100 - Художник: Е. В. Крамская, А. В. Бакланов - Скульптор: А. В. Бакланов - Чеканка: Санкт-Петербургский монетный двор. - Оформление гурта: 195 рифлений. |
| Яшин Лев Иванович (1929—1990 гг.) — один из лучших вратарей в истории мирового футбола. C 1949 г. и вплоть до окончания своей спортивной карьеры в 1971 играл за спортивный клуб «Динамо» (Москва). С 1957 г. — заслуженный мастер спорта СССР, неоднократный победитель чемпионатов и кубковых турниров СССР, обладатель Кубка Европы, чемпион Олимпийских Игр (1956 г.). Л. И. Яшин — Герой Социалистического труда, награждён орденом Ленина, двумя орденами Трудового Красного знамени, медалями, Олимпийским орденом МОК и «Золотым орденом» ФИФА.                                    | | |
| | Слева — стилизованное изображение футбольного поля, справа — портрет К. И. Бескова, внизу — футбольный мяч с его факсимильной подписью, вверху по окружности — надпись: «КОНСТАНТИН БЕСКОВ». | - Дата выпуска: 28 декабря 2009 года - Каталожный номер: 5110-0101 - Художник: Е. В. Крамская - Скульптор: Ф. С. Андронов - Чеканка: Санкт-Петербургский монетный двор. - Оформление гурта: 195 рифлений.                 |
| Бесков Константин Иванович (1920—2006 гг.) — с 1944 года играл нападающим в составе команды «Динамо» (Москва). Заслуженный мастер спорта (1948 г.), заслуженный тренер СССР (1968 г.). Чемпион СССР (1945 г., 1949 г.), обладатель Кубка СССР (1953 г.), член клуба бомбардиров Григория Федотова (126 голов). К. И. Бесков награждён орденами Ленина, Отечественной войны II степени, Дружбы народов, двумя орденами «Знак Почета», орденом «За заслуги перед Отечеством» II и III степени, многими медалями.                                                                             | | |
| | Слева — стилизованное изображение футбольного поля, справа — портрет Э. А. Стрельцова, внизу — футбольный мяч с его факсимильной подписью, вверху по окружности — надпись: «ЭДУАРД СТРЕЛЬЦОВ». | - Дата выпуска: 28 декабря 2009 года - Каталожный номер: 5110-0102 - Художник: Е. В. Крамская. - Скульптор: Ф. С. Андронов. - Чеканка: Московский монетный двор. - Оформление гурта: 195 рифлений.                        |
| Стрельцов, Эдуард Анатольевич (1937—1990 гг.) — один из лучших советских нападающих за всю историю футбола, играл в команде «Торпедо». В 17 лет дебютирует в сборной СССР, в 18 лет — лучший бомбардир чемпионата СССР (1955 г.), в 19 лет — Олимпийский чемпион (1956 г.). Лучший футболист СССР (1967 г., 1968 г.), член клуба бомбардиров Григория Федотова. В его честь названа престижная российская премия «Стрелец», которая ежегодно с 1997 г. вручается лучшим футболистам страны. Э. А. Стрельцов награждён орденом «Знак Почёта», его именем назван стадион «Торпедо» в Москве. | | |

| Номинал | Качество | Металл, проба    | Масса общая, г | Содержание химически чистого металла не менее, г | Диаметр, мм    | Толщина, мм  | Тираж, шт.            |
| ------- | -------- | ---------------- | -------------- | ------------------------------------------------ | -------------- | ------------ | --------------------- |
| 2 рубля | пруф     | серебро 925/1000 | 17,00 (±0,18)  | 15,55                                            | 33,00 (± 0,20) | 2,40 (±0,20) | 3 000 (каждой монеты) |

## Фигурное катание
| Изображение | Описание | Примечание |
| --- | --- | --- |
| | В центре — эмблема Банка России (двуглавый орёл с опущенными крыльями, под ним — надпись полукругом «БАНК РОССИИ»), обрамленная кругом из точек и надписями по кругу — вверху: «ТРИ РУБЛЯ», внизу: слева — обозначения драгоценного металла и пробы сплава, в центре — дата выпуска «2010 г.», справа — содержание химически чистого металла и товарный знак монетного двора. | Единый аверс для монет, с точностью до монетного двора. |
| | Изображение спортивной пары фигуристов на фоне ледового поля, по окружности — надписи: слева вверху: «А. Зайцев», справа внизу: «И. Роднина». | - Дата выпуска: 27 декабря 2010 года - Каталожный номер: 5111-0206 - Художник: С. А. Козлов. - Скульптор: А. А. Долгополова. - Чеканка: Санкт-Петербургский монетный двор. - Оформление гурта: 300 рифлений.                             |
| Роднина Ирина Константиновна (1949 г.р.) — выдающаяся фигуристка, заслуженный мастер спорта СССР (1969 г.), выступала в парном фигурном катании на коньках за ЦСКА в 1968—1972 гг. с Улановым А. Н., а с 1973 г. — с Зайцевым А. Г. Роднина И. К. — чемпионка СССР в 1970—1971, 1973—1975 и 1977 гг., Европы и мира в 1969—1978 и 1980 гг., Олимпийских игр в 1972 г. с Улановым А. Н., в 1976 и 1980 гг. с Зайцевым А. Г. Зайцев Александр Геннадиевич (1952 г.р.) — выдающийся фигурист, заслуженный мастер спорта СССР (1973 г.), выступал в парном фигурном катании на коньках за ЦСКА с Родниной И. К. Зайцев А. Г. — чемпион СССР в 1973 −1975 гг., 1977 г., Европы и мира в 1973—1978 гг., 1980 г., Олимпийских игр в 1976 г. и 1980 г. | | |
| | Изображение танцующей пары фигуристов на фоне ледового поля, по окружности — надписи: слева вверху: «Л. ПАХОМОВА», справа внизу: «А.ГОРШКОВ». | - Дата выпуска: 27 декабря 2010 года - Каталожный номер: 5111-0207 - Художник: С. А. Козлов. - Скульптор: А. Н. Бессонов, А. Д. Щаблыкин, А. В. Бакланов - Чеканка: Санкт-Петербургский монетный двор. - Оформление гурта: 300 рифлений. |
| Пахомова Людмила Алексеевна (1946—1986 гг.) и Горшков Александр Георгиевич (г.р.1946) выступали в спортивных танцах на льду за «Динамо» (Москва). Многократные чемпионы СССР, Европы, мира и Олимпийских игр (1976). Л. А. Пахомова награждена орденом «Знак Почёта». А. Г. Горшков награждён орденами Трудового Красного Знамени, Дружбы народов, «Знак Почёта», «За заслуги перед Отечеством» IV степени. Как шестикратные чемпионы мира и Европы в спортивных танцах на льду они внесены в Книгу рекордов Гиннесса. | | |

| Номинал | Качество | Металл, проба    | Масса общая, г | Содержание химически чистого металла не менее, г | Диаметр, мм   | Толщина, мм  | Тираж, шт.            |
| ------- | -------- | ---------------- | -------------- | ------------------------------------------------ | ------------- | ------------ | --------------------- |
| 3 рубля | пруф     | серебро 925/1000 | 33,94 (±0,31)  | 31,10                                            | 39,00 (±0,30) | 3,30 (±0,35) | 3 000 (каждой монеты) |

## Конькобежный спорт
| Изображение | Описание | Примечание |
| --- | --- | --- |
| | В центре — эмблема Банка России (двуглавый орёл с опущенными крыльями, под ним — надпись полукругом «БАНК РОССИИ»), обрамленная кругом из точек и надписями по кругу — вверху: «ДВА РУБЛЯ», внизу: слева — обозначения драгоценного металла и пробы сплава, в центре — дата выпуска «2012 г.», справа — содержание химически чистого металла и товарный знак монетного двора. | |
| | Справа на зеркальном поле диска — погрудный портрет Исаковой М. Г. в спортивной форме сборной команды СССР, слева — фигурка конькобежки на ледовой дорожке и надпись вдоль канта: «МАРИЯ ИСАКОВА». | - Дата выпуска: 28 декабря 2012 года - Каталожный номер: 5110-0120 - Художник: Е. В. Крамская. - Скульптор: А. А. Долгополова. - Чеканка: Московский монетный двор. - Оформление гурта: 195 рифлений. |
| Мария Григорьевна Исакова (5 июля 1918, Вятка, Советская Россия — 25 марта 2011, Москва) — советская спортсменка-конькобежец, первая трёхкратная чемпионка мира по классическому многоборью (1948—1950), шестикратная абсолютная чемпионка СССР по скоростному бегу на коньках (1945—1949, 1951), рекордсменка мира на дистанции 1500 метров (2:29,5). Заслуженный мастер спорта СССР (1946). Первая советская чемпионка мира в конькобежном спорте (до 1948 года советские конькобежки не принимали участие на чемпионатах мира). | | |
| | Справа на зеркальном поле диска — погрудный портрет Скобликовой Л. П. в спортивной форме сборной команды СССР, слева — фигурка конькобежки на ледовой дорожке и надпись вдоль канта: «ЛИДИЯ СКОБЛИКОВА». | - Дата выпуска: 28 декабря 2012 года - Каталожный номер: 5110-0121 - Художник: Е. В. Крамская. - Скульптор: Э. А. Тользин. - Чеканка: Московский монетный двор. - Оформление гурта: 195 рифлений.     |
| Ли́дия Па́вловна Ско́бликова (род. 8 марта 1939 года в Златоусте, Челябинская область, РСФСР) — легендарная советская конькобежка, единственная 6-кратная олимпийская чемпионка в истории конькобежного спорта, абсолютная чемпионка Олимпиады-1964 в Инсбруке. | | |
| | Справа на зеркальном поле диска — погрудный портрет Гришина Е. Р. в спортивной форме сборной команды СССР, слева — фигурка конькобежца на ледовой дорожке и надпись вдоль канта: «ЕВГЕНИЙ ГРИШИН». | - Дата выпуска: 28 декабря 2012 года - Каталожный номер: 5110-0122 - Художник: Е. В. Крамская. - Скульптор: А. И. Молостов. - Чеканка: Московский монетный двор. - Оформление гурта: 195 рифлений.    |
| Евге́ний Рома́нович Гри́шин (23 марта 1931, Тула, СССР — 9 июля 2005, Москва, Россия) — выдающийся советский конькобежец и менее известный велогонщик, четырёхкратный олимпийский чемпион. Заслуженный мастер спорта СССР (1952), заслуженный тренер СССР (1973). | | |

| Номинал | Качество | Металл, проба    | Масса общая, г | Содержание химически чистого металла не менее, г | Диаметр, мм   | Толщина, мм  | Тираж, шт. |
| ------- | -------- | ---------------- | -------------- | ------------------------------------------------ | ------------- | ------------ | ---------- |
| 2 рубля | пруф     | серебро 925/1000 | 17,00 (±0,18)  | 15,55                                            | 33,00 (±0,20) | 2,40 (±0,20) | 3 000      |

## Интересные факты
- Александр Мальцев стал первым в истории Российской Федерации человеком в честь которого при жизни выпущена памятная монета, а в советское время единственным таким человеком была Валентина Терешкова.
- Интересно, что на монетах, посвящённых футболу, на аверсе 2010 год, хотя чеканка началась в конце 2009 г.